# Halo (yacht)
M/Y Halo är en motoryacht tillverkad av Feadship i Nederländerna. Hon levererades 2015. Halo designades exteriört av Eidsgaard Design medan interiören designades av Bernardi Peschard. Motoryachten är 57,5 meter lång och har en kapacitet upp till tolv passagerare fördelat på sex hytter. Den har en besättning på 15 besättningsmän.
Vem motoryachten var byggt åt och vem som äger den är ej känt.
2016 hyrde de amerikanska artisterna Beyoncé och Jay-Z Halo när de var på semester i Medelhavet.